# Atac contra l'ambaixada saudita a Teheran
L'atac contra l'ambaixada saudita a Teheran i el consolat de Mashad ocorregut el 2 de gener del 2016 per part de manifestants en senyal de protesta contra l'execució de l'imam xiïta saudita Nimr Baqir al-Nimr a l'Aràbia Saudita el dia mateix de l'atac. L'imam va ser executat amb 47 persones més, en la seva majoria de nacionalitat saudita, excepte un egipci i un txadià. Eren presoners de l'Aràbia Saudita que els imputava càrrecs de terrorisme.
Els manifestants van aconseguir penetrar dins de l'ambaixada de Teheran, cremar i retirar la bandera saudita, així com destrossar i robar l'equipament que hi havia a l'interior. A més, altres manifestants van atacar el consolat de l'Aràbia Saudita a Mashad, trencant-hi els mobles i finestres. També van saquejar el material del consolat. Els diplomàtics saudites van rebre amenaces de mort per part de l'organització Basij abans de poder marxar del país vers l'Aràbia Saudita.
En resposta l'Aràbia Saudita va decidir rompre les seves relacions diplomàtiques amb l'Iran, fet que va implicar posar-se a esquenes Bahrain, el Sudan, Kuwait, Djibouti i Somàlia. Jordània, Qatar i Turquia van convocar els ambaixadors iranians per protestar contra els atacs. Aquest boicot diplomàtic és deu a contrarestar la força de l'Aràbia Saudita en l'Orient Mitjà, que se sosté gràcies a tres factors: diner provinent del petroli, el país que allotja la Meca i Medina -centre de culte per als musulmans- i ser el major pilar de l'islam sunnita, corrent que domina el món musulmà. Entenent que el rerefons prové d'una disputa entre sunnites i xiïtes, si més no en aparença.
En efecte, l'arrel del problema ve de la divisió entre Aràbia Saudita i l'Iran després de la revolució de Khomeini del 1979, però agafa la divisió entre sunnites i xiïtes com a motiu. Cada país utilitza la pancarta religiosa per reforçar el sectarisme dins de les respectives societats i així legitimar el seu propi poder. Endemés, això permet a cadascun d'ells forjar-se aliats dins de l'Orient Mitjà. Dita revolució del 1979 qüestiona la monarquia absolutista saudita. El missatge de la república iraniana és senzill, l'Islam és incompatible amb monarquies. Aquest missatge és, de facto, una declaració de guerra vers l'Aràbia Saudita atès que aquesta se sosté gràcies a una elit que ha implantat una monarquia absolutista governada per interessos ultraconservadors religiosos wahabites.
A tot plegat, cal afegir-hi un llarg contenciós procedent d'atemptats perpetrats en plenes èpoques de peregrinació cap a la dècada dels 1980 entre l'Iran i Iraq, aquest darrer amb el suport de l'Aràbia Saudita, i que havien causat milers de morts.